# Oude Willem
Oude Willem (Stellingwerfs: Olde Willem, Fries: Alde Willem) is een buurtschap in de gemeenten Westerveld en Ooststellingwerf, in de Nederlandse provincies Drenthe en Friesland. Het ligt tussen Diever en Appelscha in. Het deel in de gemeente Westerveld heeft een eigen postcode terwijl het andere deel valt onder Appelscha qua adressering.
De plaats is genoemd naar de ontginningsmaatschappij "Het Oude Willemsveld", die het gebied in de eerste helft van de 20e eeuw heeft ontgonnen. De naam Oude Willem zou afkomstig zijn van een herder met de naam Oude Willem, die in de 19e eeuw in dit gebied zijn schapen zou hebben laten grazen.
Oude Willem ligt midden in het Nationaal Park Drents-Friese Wold. Het heeft anno 2008 overwegend een agrarische functie en toeristische functie. In de toekomst moet deze plaats maken voor nieuwe natuur. Dit ook om de oorspronkelijke watervoorziening van de Vledder Aa te herstellen. Hier is echter veel weerstand tegen.
Nabij Oude Willem ligt het natuurgebied van 75 hectare de Hoekenbrink. Staatsbosbeheer heeft hier veel bomen gekapt met de bedoeling het gebied om te vormen van een zandvlakte tot een heideveld.

## Joods werkkamp

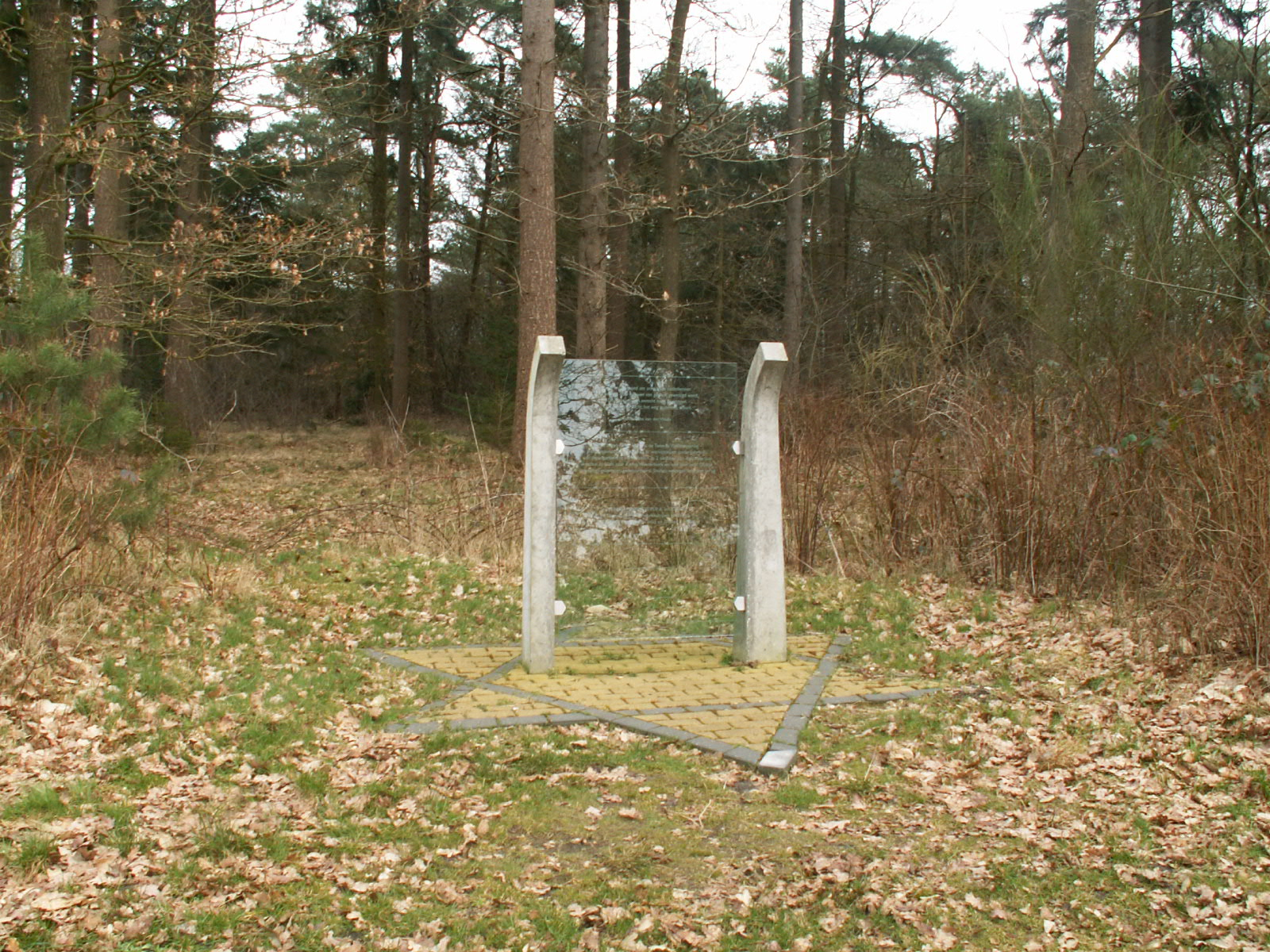
Herinneringsmonument bij Kamp Diever A te Oude Willem

Nabij Oude Willem was in 1941-1942 een Joods werkkamp gevestigd, het Kamp Diever A.

## Gedenkteken nabij Oude Willem

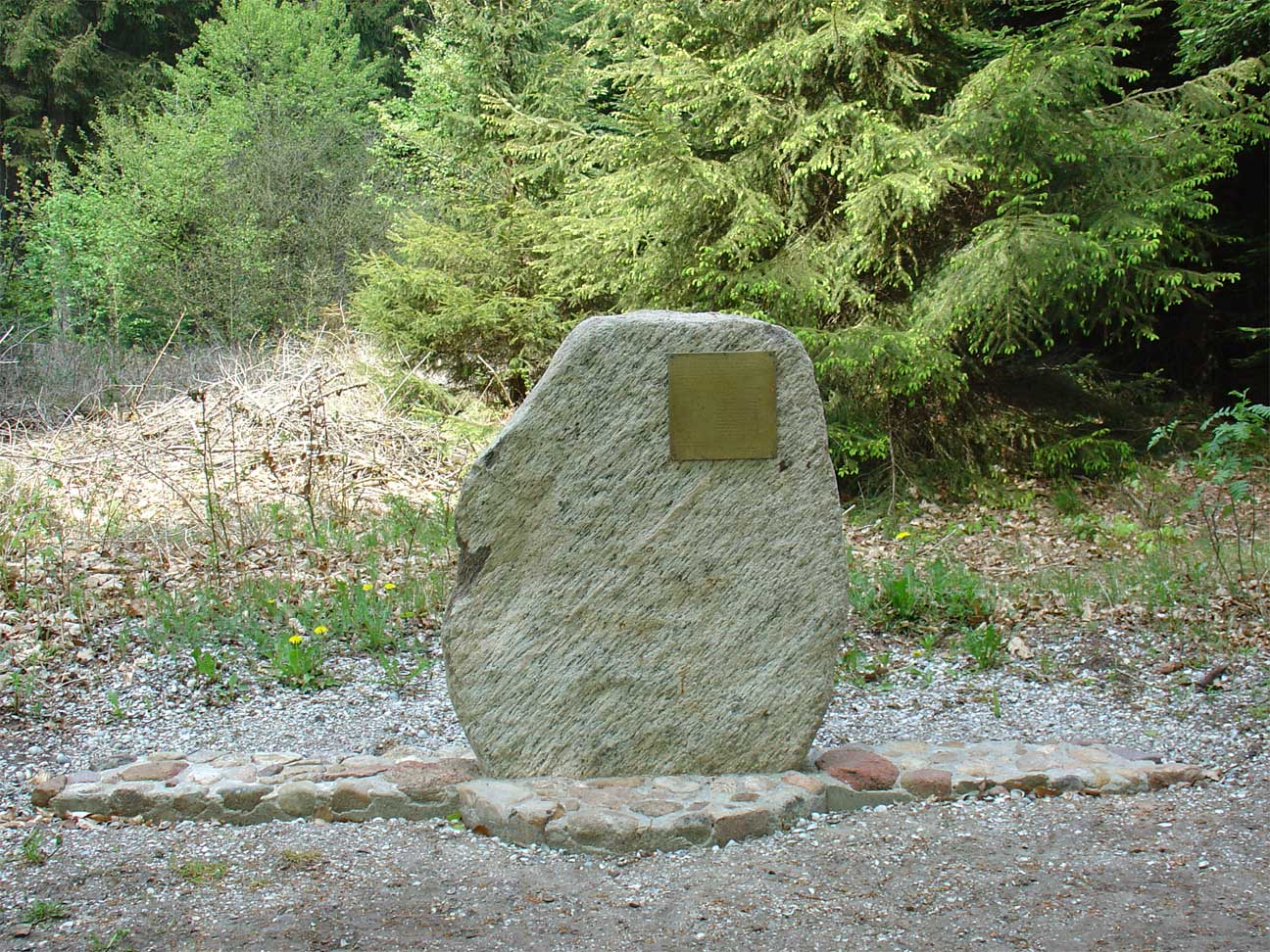
Gedenkteken voor neergestort vliegtuig in de Tweede Wereldoorlog

In de bossen nabij Oude Willem bevindt zich een gedenkteken voor de bemanning van een Canadees vliegtuig, dat op die plek op 22 november 1943 is neergestort. Het vliegtuig maakte deel uit van een groep van 776 bommenwerpers, waarvan 764 Berlijn als doel hadden en 12 Leverkusen. Het vliegtuig was opgestegen om 16.33 uur in Engeland en werd rond 19.00 uur neergeschoten door een Duitse nachtjager. De zeven bemanningsleden (6 Canadezen en 1 Brit) kwamen om het leven en liggen begraven op de Algemene Begraafplaats in Diever.
Ansen (deels) · Benderse (deels) · Boschoord · Boterveen · Busselte · Darp · De Monden (deels) · Diever · Dieverbrug · Doldersum · Dwingeloo · Eemster · Eursinge · Frederiksoord · Geeuwenbrug · Het Moer · Het Schier · Havelte · Havelterberg (deels) · Holtien · Holtinge · Holtland · Kalteren · Kraloo (deels) · Leggeloo · Lhee · Lheebroek · Molenstad · Nijensleek · Oldendiever · Oude Willem  (deels) · Uffelte · Veendijk · Veldhuizen · Vledder · Vledderveen · Wapse · Wapserveen · Wateren · Westeinde · Wilhelminaoord · Wittelte · Witteveen (deels) · Zorgvlied

Drenthe: Steden en dorpen      Nederland: Provincies · Gemeenten